# Geschmückter Saftkugler

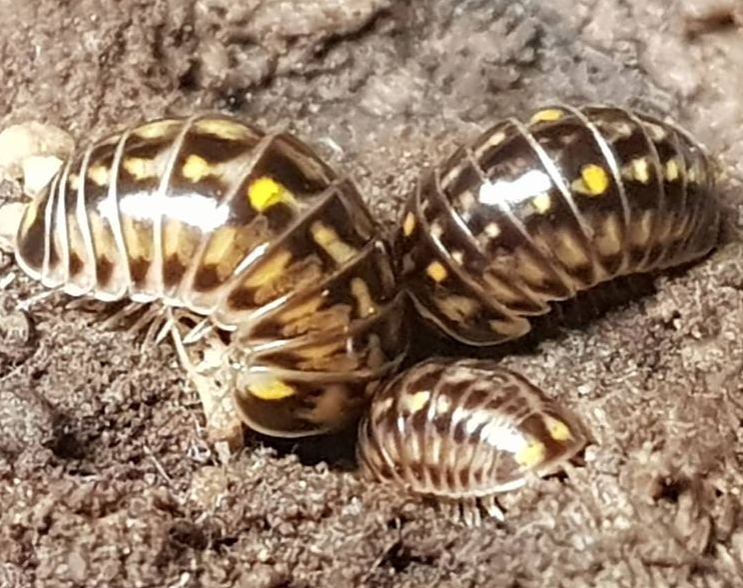
Zwei adulte und ein juveniles Exemplar von G. ornata.

Der Geschmückte Saftkugler (Glomeris ornata) ist eine Art der zu den Doppelfüßern gehörenden Saftkugler und krainisch verbreitet, mit isolierten Populationen in Süddeutschland.

## Merkmale
Die Körperlänge beträgt 7–20 mm, bleibt meist aber unter 12 mm. Der Körper ist dunkelbraun gefärbt mit 5 Reihen heller Flecken. Die hellen Flecken 1 und 3 des Brustschildes und die hellen Flecken des Präanaltergits (letzten Segments) haben dabei einen gelben bis orangen Kern. Der Rest der hellen Flecken ist beige gefärbt. Die hellen Flecken des Präanaltergits sind in Längsrichtung ausgerichtet.

## Verbreitung und Lebensraum
Das Verbreitungsgebiet der Art erstreckt sich vom südlichen Österreich (Kärnten, Steiermark) und dem östlichen Italien (Osten von Friaul-Julisch Venetien) über Slowenien bis in die nördlichen und westlichen Gebiete Kroatiens. Daneben gibt es isolierte Restpopulationen in Deutschland. Ob die Art auch in Rumänien vorkommt, ist ungewiss. In Deutschland ist die Art extrem selten und nur in der Schwäbischen Alb und Fränkischen Alb verbreitet.
In Deutschland ist die Art kollin in feuchten Schieferabraumhalden und engen Tälern auf kalkreichen Böden verbreitet. Die Fundstellen waren überwiegend mit Eschen, Rotbuchen und Ahorn bewaldet. Außerhalb Deutschlands gehören auch Flusstäler mit Hainbuche und Fichten zu den Lebensräumen. Man findet die Tiere manchmal unter Rinde.
In Deutschland ist die Art in ihrem Lebensraum gemeinsam mit Glomeris klugii, Glomeris hexasticha, Glomeris tetrasticha und Glomeris pustulata zu finden.

## Taxonomie
Synonyme der Art lauten Stenopleuromeris ornata C.L.Koch, 1847 und Glomeris malmivaga (Verhoeff, 1912). Die Art Glomeris helvetica wurde 1894 von Verhoeff als Unterart von Glomeris ornata beschrieben. Beide Arten haben eine sklerotisierten Stelle auf dem Analschild, die sie von anderen Arten unterscheidet, es handelt sich jedoch um zwei verschiedene Arten.
Glomeris malmivaga galt lange Zeit als eine eigene Art, die in Deutschland endemisch ist. Durch Sequenzvergleiche der Cytochrom c-Oxidase Untereinheit 1 (COI) im mitochondrialen Genom konnte nachgewiesen werden, dass es sich bei der Art um G. ornata handelt, obwohl die deutschen Populationen so weit von den restlichen Populationen entfernt leben. Die deutschen Populationen werden auch als Glomeris ornata var. malmivaga bezeichnet.